# 命ある限り戦え、そして生き抜くんだ
『命ある限り戦え、そして生き抜くんだ』（いのちあるかぎりたたかえ そしていきぬくんだ）は、2014年8月15日（終戦の日）にフジテレビ系列の『金曜プレステージ』（21:00 - 23:12）で放送された、単発スペシャルのテレビドラマである。「終戦記念スペシャルドラマ」と銘打っている。
第31回ATP賞 ドラマ部門優秀賞を受賞

## 概要
「ペリリューの戦い」の実話をもとに、オリジナルの挿話をくわえて描かれた戦争ドラマ。ペリリュー島での地上戦を描いた作品は日米両国においても非常にまれであり、中川大佐を主人公にすえた映像化作品は本邦初である。撮影はフィリピンと日本で行われた。
また、エンドロールではペリリューの戦いを生き延びた帰還兵の一人である土田喜代一がインタビューに応じており、資料としても非常に貴重なものとなった。

## キャスト
- 中川州男（第十四師団歩兵第二連隊長）：上川隆也
- 伊藤正人（第十四師団歩兵第二連隊）：溝端淳平
- 小鈴（コロールの料亭“みね屋”の芸者）：北乃きい
- 福山貴之（第十四師団歩兵第十五連隊長）：加藤雅也
- 黒崎哲夫（第十四師団歩兵第二連隊）：大杉漣
- 浜野八重子（コロールの料亭“みね屋”の女将）：仁科亜季子
- 中川光枝（中川大佐の妻）：木村多江
- 井田義正（第十四師団長）：小林稔侍
- 新井康弘
- 山村武志（第二連隊少尉）:佐藤祐基
- 小峠英二（バイきんぐ）
- 安藤彰則
- 金子裕
- 高木敏尚（第二連隊一等兵）:和泉崇司
- 西野和雄（第二連隊一等兵）:田邊和也
- 寺岡史郎：野村修一
- 上西雄大
- 松尾淳一郎
- Tony Mabesa
- Glen Almonte
- ナレーター：黒木瞳
- ナビゲーター：池上彰

## スタッフ
- 脚本：阿相クミコ
- 演出：福本義人
- 軍事監修：長谷部浩幸、越康広
- 取材協力：中川友子、中川澄子、土田喜代一
- ロケ協力：いばらきフィルムコミッション、千葉県フィルムコミッション、多古町、筑波海軍航空隊記念館、吉見百穴　ほか
- 資料協力：海上保安庁、t3media、ロックアイランドツアーカンパニー
- VFX：日本エフェクトセンター
- 技術協力：バスク
- 美術協力：フジアール
- 装飾：テレフィット
- 小道具：京阪商会、高津装飾美術
- 衣装：東京衣裳
- ヘア・メイク : ストロベリーキッズ
- スチール：ソエダフォトエース
- フィリピンロケ協力：El mamo Entertainment Production & Services
- 制作管理：イメージフィールド
- 特別協力：日本財団、日本海難防止協会
- フジテレビ編成企画：細貝康介、水野綾子
- プロデュース：中山和記、後藤妙子（バンエイト）
- 製作著作：バンエイト
- 製作：フジテレビ